# Arrondissement de Saint-Pierre (La Réunion)
Pour les articles homonymes, voir Arrondissement de Saint-Pierre.
L'arrondissement de Saint-Pierre est une division administrative française, située dans le département et la région de La Réunion.
L'arrondissement de Saint-Pierre a un homonyme exact en Martinique.

## Composition

### Création en 1964
L'arrondissement de Saint-Pierre est créé au 11 septembre 1964 par le décret du 3 septembre 1964.

### Découpage cantonal avant 2015
L'arrondissement recouvrait dix communes et dix-huit cantons.
1. Canton des Avirons
2. Canton d'Entre-Deux
3. Canton de L'Étang-Salé
4. Canton de Petite-Île
5. Canton de Saint-Joseph-1
6. Canton de Saint-Joseph-2
7. Canton de Saint-Louis-1
8. Canton de Saint-Louis-2
9. Canton de Saint-Louis-3
10. Canton de Saint-Philippe
11. Canton de Saint-Pierre-1
12. Canton de Saint-Pierre-2
13. Canton de Saint-Pierre-3
14. Canton de Saint-Pierre-4
15. Canton du Tampon-1
16. Canton du Tampon-2
17. Canton du Tampon-3
18. Canton du Tampon-4

### Découpage communal
L'arrondissement couvre deux communes de plus depuis le 1er janvier 2006 : Les Avirons et L'Étang-Salé, qui jusque-là relevaient de l'arrondissement de Saint-Paul, au nord-ouest.
Depuis 2015, le nombre de communes des arrondissements varie chaque année soit du fait du redécoupage cantonal de 2014 qui a conduit à l'ajustement de périmètres de certains arrondissements, soit à la suite de la création de communes nouvelles. Le nombre de communes de l'arrondissement de Saint-Pierre (La Réunion) reste quant à lui inchangé depuis 2015 et égal à 10.
Au 1er janvier 2024, l'arrondissement groupe les 10 communes suivantes :
1. Les Avirons
2. Cilaos
3. Entre-Deux
4. L'Étang-Salé
5. Petite-Île
6. Saint-Joseph
7. Saint-Louis
8. Saint-Philippe
9. Saint-Pierre
10. Le Tampon

## Démographie
En 2022, l'arrondissement comptait 316 805 habitants.
| 1968    | 1975    | 1982    | 1990    | 1999    | 2006    | 2011    | 2016    | 2021    |
| ------- | ------- | ------- | ------- | ------- | ------- | ------- | ------- | ------- |
| 152 410 | 168 415 | 179 098 | 207 166 | 248 273 | 277 602 | 297 025 | 307 770 | 314 218 |

| 2022    | - | - | - | - | - | - | - | - |
| ------- | - | - | - | - | - | - | - | - |
| 316 805 | - | - | - | - | - | - | - | - |